# Villafranca (Navarra)
Villafranca è un comune spagnolo di 2 547 abitanti situato nella comunità autonoma della Navarra.